# Districtul St. Wendel
Districtul St. Wendel este un Kreis în landul Saarland, Germania.